# Excruciation
Excruciation ist eine Schweizer Death-Doom-Band aus Zürich.

## Geschichte
Gegründet wurde Excruciation 1984 als Thrash-Metal-Band von Gitarrist José Venegas und Schlagzeuger Mat Arani. Bald stiessen Gitarrist Marcel Bosshart und Bassist D.D. Lowinger hinzu.
Als 1985 der Sänger Eugenio Meccariello dazukam, nahmen sie ihre erste Demokassette The Fourth Apocalyptic Rider auf. Eigentlich nicht als offizielle Veröffentlichung gedacht, gelangte sie doch über Umwege bis nach New York, wo es in College-Radios gespielt wurde und sich in den Undergroundcharts auf den vorderen Plätzen hielt. Im Jahr darauf gaben sie mit dem neuen Schlagzeuger Andreas Renggli die Demokassette First Assault heraus und begannen im deutschsprachigen Raum Konzerte zu geben. Eine EP mit dem Titel Last Judgement konnte sich darauf über 15.000 Mal verkaufen. Darauf folgten Auftritte mit Young Gods, Sodom, Messiah, Samael und auch erste Konzerte als Headliner, jedoch ohne Gründungsmitglied José Venegas, der zwischenzeitlich die Band verlassen hatte. Im Jahr 1988 brachten sie ein weiteres Demo mit Namen Prophecy Of Immortality heraus, das sich über 2.500 Mal verkaufen konnte. Ein Jahr darauf folgte Abyss of Time und der Gitarrist Goerge Hauser stiess zur Band.
Nach einem weiteren Demo namens Act of Despair folgte 1991 ein Best-of-Album Anno Domini – An Anthology of the Past, das in Europa von Turbo International und in den USA von JL America vertrieben wurde. Es konnten über 20.000 Stück davon abgesetzt werden. Trotz der Planung eines neuen Albums in einem renommierten Studio in Florida, brach die Band darauf wegen persönlichen Differenzen auseinander.
Im Jahr 2005 brachte Andreas Renggli die Band samt José Venegas wieder zusammen und eine auf 566 Stück limitierte EP mit dem Namen Arise wurde aufgenommen, ein Jahr darauf folgte das Live-Album The Return, das im Zürcher Abart Music Club aufgenommen wurde.

## Diskografie

### Studioalben
- 2007: Angels to Some – Demons To Others (Album, NonStopMusic/Twilight)
- 2009: [t]horns (Album, NonStopMusic/Twilight)
- 2014: [g]host (Album, Auric Records/Gadget Records)
- 2016: (c)rust (Album, Wormholedeath)

### Singles und EPs
- 1987: Last Judgement (EP, Chainsaw Murder Records) #98 German Independent Charts
- 2005: Arise (EP, Motörbööt Rec.)
- 2007: EX (EP, Eigenvertrieb)
- 2013: Worship (7" Single, Auric Records)

### Demos, Livealben und Kompilationen
- 1985: The Fourth Apocalyptic Rider (Demo, Eigenvertrieb)
- 1985: First Assault (Demo, Lunatic Warrior Prod.)
- 1986: First Assault (2nd. Edition) (Demo, Lunatic Warrior Prod.)
- 1988: Prophecy of Immortality (Demo, Eigenvertrieb)
- 1989: Abyss of Time (Demo, Eigenvertrieb)
- 1990: Act of Despair (Demo, Eigenvertrieb)
- 1991: Anno Domini – An Anthology of the Past (Kompilation-Album, Turbo Music/JL America)
- 2006: The Return (Live-Album, Motörbööt Records/Ghetto Blaster Recordings)
- 2012: Life of Immortality (offizielles Live-Bootleg. Aufgenommen in Sargans am 5. September 1987, The Ritual Productions)
- 2012: Last Judgement / First Assault (Kompilation-Doppel-Album, F.O.A.D. Records)